# 八晃運輸
八晃運輸株式会社（はっこううんゆ）は、岡山県岡山市中区に本社を置くバス会社である。岡山県バス協会会員。

## 概要
岡山市において、乗合バス事業を行う。
1974年（昭和49年）設立。かつてはタクシー事業を行っていたが、2012年7月20日、岡山市内循環バス「めぐりん」を運行開始して乗合バス事業に参入。タクシー事業は2022年にグループ企業のサンタクシー株式会社へ統合され、以降は乗合バス専業となっている。
持株会社である株式会社アウルホールディングス（2003年7月設立、本社：岡山県岡山市南区妹尾3273-3）の傘下に属する。
アウルグループ（旧・八晃グループ）内には、環境部門（浄化槽管理・清掃・産業廃棄物処理・ゴミ処理・肥料製造・古紙リサイクル・製紙・自動車リサイクル）、福祉部門（保育園・老人ホーム経営）と並び、運輸事業部（タクシー・バス）があり、八晃運輸・吉備交通・サンタクシー（旧社名・大和交通）の3社で構成される。かつては3社で「サンタクシーグループ」として営業していたが、前述の事業統合により八晃運輸が乗合バス、吉備交通が貸切バス、サンタクシーがタクシーをそれぞれ運行する体制となっている。
社名・ブランド名の由来は、「あきらか、かがやく、ひかる、ひかり」を意味する「晃」が「八方に広がる」ことから「八晃運輸」と命名し、八方に光り輝く太陽をイメージして「サンタクシー」と命名した。

## 事業所
- 八晃運輸株式会社（乗合バス）[1]
  - 本社：岡山県岡山市中区平井1097-18
- サンタクシー株式会社（タクシー）[6]
  - 本社：岡山県岡山市中区平井1097-18（八晃運輸と同所）
  - 倉益営業所：岡山県岡山市中区倉益363-2
- 吉備交通株式会社（貸切バス・旅行業）[8]
  - 本社・松浜営業所：岡山市南区松浜町15-16

## 沿革
- 1969年（昭和44年）5月22日 - 株式会社大和交通を設立。
- 1970年（昭和45年）4月18日 - 吉備交通株式会社を設立。
- 1974年（昭和49年）10月19日 - 八晃運輸株式会社を設立（資本金3,000万円）。岡山県岡山市当新田443-1に本社を置く。
- 1995年（平成7年）3月 - 本社を岡山県岡山市中区倉益363-2へ移転。
- 2002年（平成14年）
  - 9月 - タクシー事業部平井営業所を開設、登録車両30台で営業開始（岡山市中区平井1097-18）
  - 12月 - タクシー事業部平井営業所、登録車両80台となる。
- 2003年（平成15年）8月 - タクシー事業部平井営業所、登録車両100台となる。
- 2005年（平成17年）
  - 7月 - タクシー事業部西営業所を開設、登録車両10台で営業開始（岡山市北区吉備津字飯山1951-1）。タクシー事業部平井営業所、登録車両150台となる。
- 2009年（平成21年）
  - 12月 - タクシー事業部平井営業所、登録車両159台となる。タクシー事業部西営業所、登録車両78台となる。
- 2012年（平成24年）7月 - バス事業部を開設、市内循環バス「めぐりん」を運行開始。専用車両7台で営業開始。
- 2013年（平成25年）- 八晃運輸・吉備交通・大和交通の3社でタクシー事業のブランドを「サンタクシー」へ統一。
- 2022年（令和4年）
  - 7月 大和交通をサンタクシー株式会社へ社名変更。
  - 8月 サンタクシーグループ3社のタクシー事業をサンタクシー株式会社へ統合、八晃運輸はバス専業となる。
- 2025年（令和7年）
  - 4月1日 岡山市支線バス「妹尾・北長瀬線」の運行開始[9]。
  - 9月1日 市内循環バス「めぐりん」全線の運行を休止（予定）[10]。

特記外出典

## バス事業

### 妹尾・北長瀬線
- 妹尾駅 - 荒田南 - 荒田 - 古新田南 - 古新田中・トレンド前 - 今保・ナガセヴィータ前 - 御南小前 - 西バイパス西詰 - 辰巳西公園前 - 問屋町東 - 北長瀬未来ふれあい総合公園前 - 北長瀬駅

2025年4月1日運行開始。岡山市の実施する市内バス路線再編計画により「公設民営方式」で設置される「支線バス」路線の第一弾。
運賃は200円均一。ICカード利用時は180円均一。小学生・おかやま愛カード及び障害者手帳提示・ハレカハーフでの利用は運賃半額。未就学児は無料。利用可能な決済方法は現金・Hareca・Hareca Half・PayPay・回数券。

### 市内循環バス「めぐりん」
岡山市中心部で運行する循環バス。自社運行。2012年（平成24年）7月20日運行開始。2025年（令和7年）9月1日運行休止（予定）。

## タクシー事業
サンタクシー株式会社に統合され、営業中。一般社団法人岡山県タクシー協会加盟。

## 車両

### バス車両
バス車両は日野自動車製が主体で、日産ディーゼル製を少数保有している。
- 日野・ポンチョ（SKG-HX9JLBE）2ドアロングボディ
- 日産ディーゼル・RM（西日本車体工業製車体、東急バスからの移籍車）
- 日産ディーゼル・RN（富士重工業製車体、除籍済み）

予備車として、富士重工8Eボディ架装の日産ディーゼル・RN（KK-RN252CSN）が1台在籍していた。なお富士重工製ボディのKK-RNは、この1台のみ製造されたものとなっている（他は西日本車体工業製ボディ）。

### タクシー車両
タクシー車両はグループ共通で、小型車（5ナンバー）のトヨタ・コンフォートを保有する。
カラーリングは東京都のグリーンキャブによく似たエメラルドグリーンで、チェッカー模様の帯をオレンジ色に変えている（グリーンキャブは灰色）。帯の下に同色のオレンジ色で「サンタクシー」のロゴが入り、屋根上に青色の「サンタクシー」の行灯を乗せる。

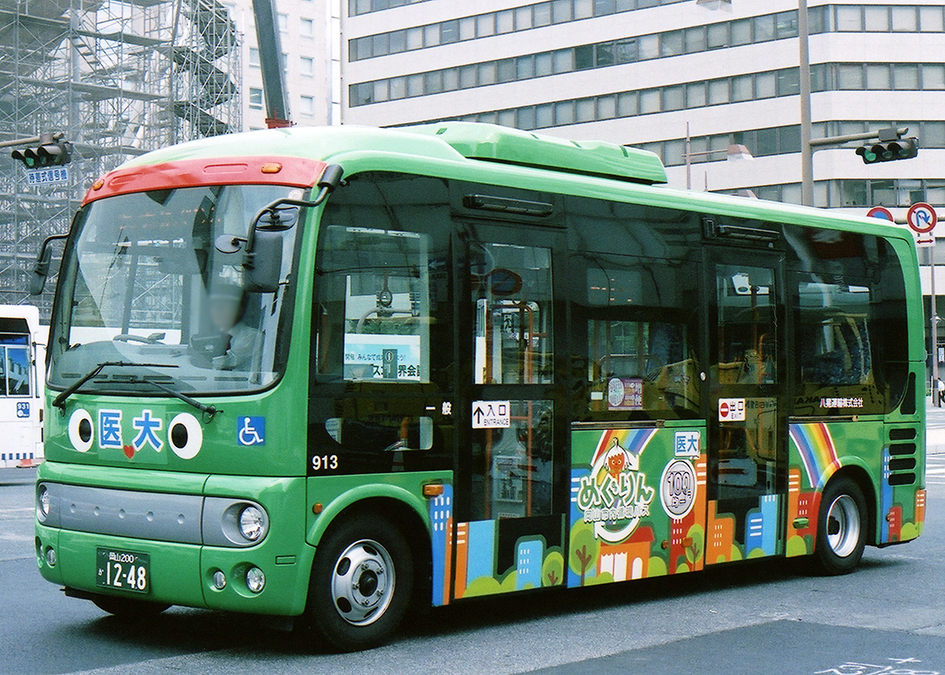
「医大めぐりん」 日野・ポンチョロング SKG-HX9JLBE
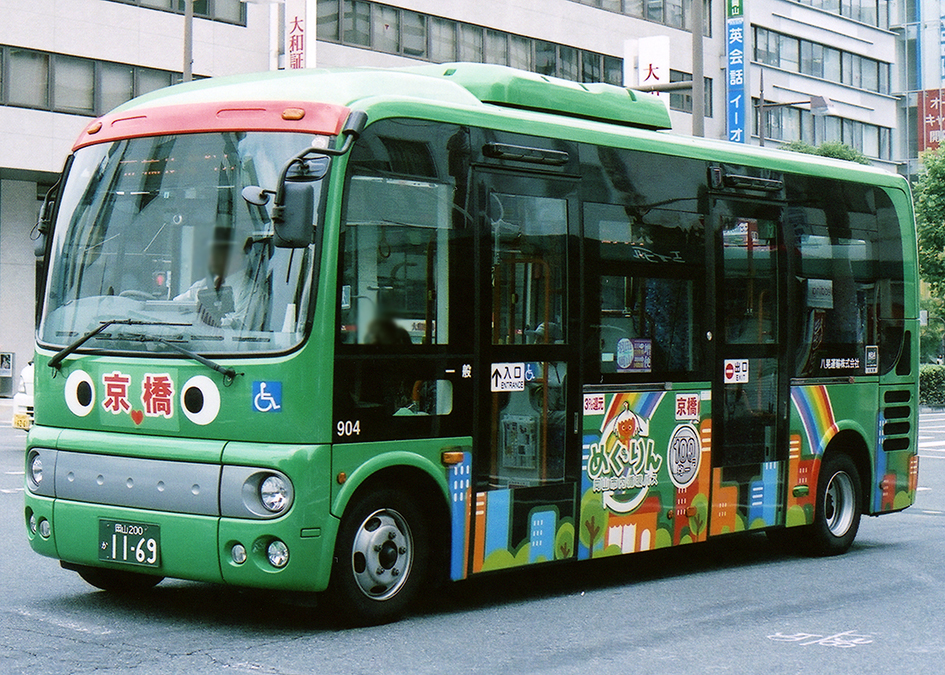
「京橋めぐりん」 日野・ポンチョロング SKG-HX9JLBE
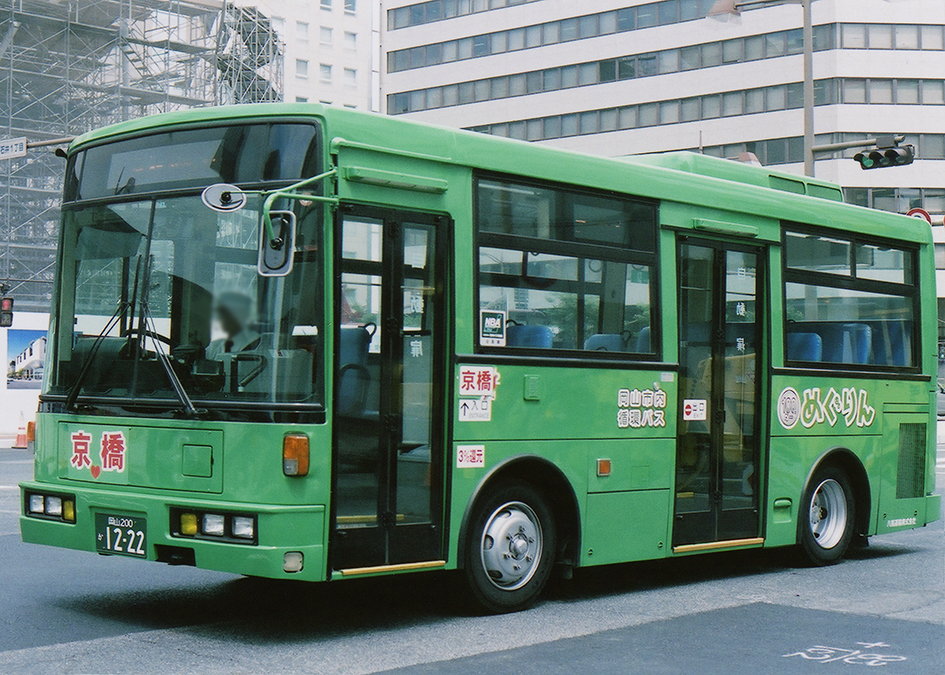
「京橋めぐりん」 日産ディーゼル・RN KK-RN252CSN